# Terebovîci, Ratne
Terebovîci (în ucraineană Теребовичі) este un sat în comuna Samarî din raionul Ratne, regiunea Volînia, Ucraina.

## Demografie
Componența lingvistică a localității Terebovîci
     Ucraineană (100%)
Conform recensământului din 2001, toată populația localității Terebovîci era vorbitoare de ucraineană (100%).